# Ibrahim Madi
Pour les articles homonymes, voir Madi.
Ibrahim Madi (né le 19 mai 1998 à Marseille) est un footballeur international comorien évoluant au poste d'attaquant pour le FC Martigues en Championnat de France de National 2 ainsi qu'avec la sélection des Comores. Il a aussi la nationalité française.

## Biographie

### Carrière en club
Ibrahim Madi évolue dans l'équipe réserve du Nîmes Olympique avant de rejoindre le FC Martigues en 2018. Il prolonge son contrat avec le club martégal en mai 2020.

### Carrière internationale
Ibrahim Madi réalise ses débuts avec l'équipe nationale des Comores lors d'un match des éliminatoires de la Coupe du monde de football 2022 contre le Togo le 10 septembre 2019 (défaite 2-0). Il dispute les qualifications à la Coupe d'Afrique des nations de football 2021,.